# Great Dyke

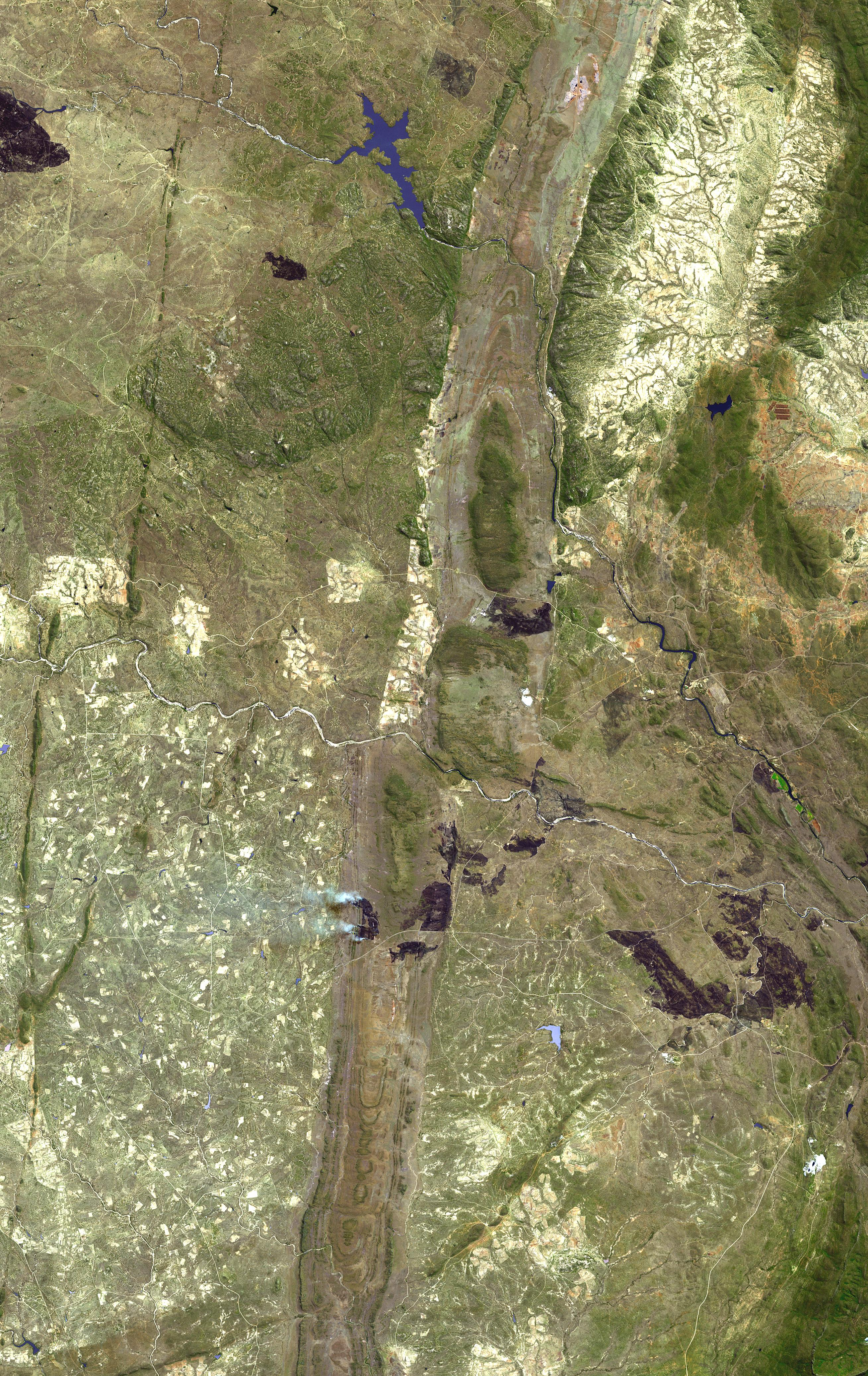
Satellietfoto van de Great Dyke

De Great Dyke is een gelaagde intrusie dat zich bijna geheel van noord naar zuid uitstrekt door het centrum van Zimbabwe. De intrusie loopt net ten westen van de hoofdstad Harare.
De Great Dyke bestaat uit een band van korte, nauwe kammen en heuvels, die zich uitspreiden over een afstand van 515 kilometer. De heuvels worden hoger in het noordelijke gedeelte van de Great Dyke, en kunnen 460 meter boven het Umvukwe plateau uitsteken.
Het gebied is rijk aan metaal en mineraalerts, waaronder goud, zilver, chroom, platina, nikkel, tin, mica en asbest.

## Geologie
Geologisch gezien is de intrusie een dike en vormt een zeldzame bijna verticale layered ultramafic intrusion die zich door Zimbabwe uitstrekt over een afstand van ongeveer 550 kilometer, met een strekking van ongeveer N10°E. De breedte van de intrusie varieert van 3 tot 12 kilometer. De dike is ongewoon daar de meeste ultramafic layered intrusions zich vlak naast horizontale sill- of bladvormen bevinden. De dike was vermoedelijk ooit een sill, die door tektonische krachten is gevormd tot wat hij nu is.
Vier afzonderlijke mineraalrijke complexen zijn te herkennen: Musengezi, Hartley, Selukwe, en Wedza. Het Selukwe complex net ten zuidwesten van Harare bevat het meeste platina.
De dike ligt binnen een archeïcum kraton, en is volgens metingen meer dan 2,5 miljard jaar oud. De dike bevat grote hoeveelheden platina en chromiet, evenals magnetiet en andere ertsmineralen. Het grote Bushveld igneous complex van Zuid-Afrika ligt minder dan 500 kilometer ten zuiden van de dike.
De Great Dyke werd voor het eerst beschreven in 1867 door de ontdekkingsreiziger Carl Mauch . Het duurde echter nog tot 1918 voordat men besefte wat voor rijkdommen de Great Dyke bevatte.